# Tekla Sjöblom
Tekla Adamina Sjöblom, född Lindmark 21 juli 1878 i Stockholm, död 30 maj 1967 i Täby, var en svensk skådespelare.

## Biografi
Tekla Sjöblom studerade vid Dramatens elevskola 1896–1899. Därefter turnerade hon vid olika teatrar i landet tills hon engagerades vid Svenska teatern i Helsingfors. 1915–1917 var hon engagerad vid Blancheteatern, senare kom hon att engageras vid Dramaten där hon verkade till 1956. Hon filmdebuterade 1916 och kom att medverka i ett 30-tal filmer.
Hon var från 1902 gift med redaktören Arthur Sjöblom (1870–1933). Hon är begravd på Norra begravningsplatsen utanför Stockholm.

## Filmografi (urval)
- 1916 – Vägen utför
- 1916 – Svärmor på vift eller Förbjudna vägar
- 1916 – Aktiebolaget Hälsans gåva
- 1916 – Kärleken segrar
- 1916 – Calle som miljonär
- 1916 – Calles nya kläder
- 1916 – Nattens barn
- 1917 – Löjtnant Galenpanna
- 1917 – Förstadsprästen
- 1917 – Mellan liv och död
- 1918 – Nattliga toner
- 1918 – Nobelpristagaren
- 1918 – Storstadsfaror
- 1919 – Sången om den eldröda blomman
- 1922 – Thomas Graals myndling
- 1923 – Mälarpirater
- 1927 – Förseglade läppar
- 1931 – Hotell Paradisets hemlighet
- 1932 – Modärna fruar
- 1935 – Fredlös
- 1939 – Folket på Högbogården
- 1941 – Snapphanar
- 1942 – Ungdom i bojor
- 1942 – Himlaspelet
- 1943 – Anna Lans
- 1944 – Skogen är vår arvedel
- 1944 – Fia Jansson från Söder
- 1944 – Räkna de lyckliga stunderna blott
- 1945 – Svarta rosor
- 1945 – Brott och Straff
- 1948 – Lars Hård
- 1954 – Herr Arnes penningar
- 1958 – Kvinna i leopard
- 1961 – Ljuvlig är sommarnatten

## Teater

### Roller (ej komplett)
| År   | Roll                                     | Produktion                                                      | Regi                            | Teater                                |
| ---- | ---------------------------------------- | --------------------------------------------------------------- | ------------------------------- | ------------------------------------- |
| 1921 | Maria                                    | Trettondagsafton eller Vad ni vill William Shakespeare          | Gustaf Linden                   | Helsingborgs stadsteater              |
| 1921 | Martha                                   | Rena rama sanningen James H. Montgomery                         | Rudolf Wendbladh                | Helsingborgs stadsteater              |
| 1921 | Elise                                    | Pelikanen August Strindberg                                     | Olof Molander                   | Helsingborgs stadsteater              |
| 1921 | Ingrid                                   | Min ska du bli! Ernst Fastbom                                   | Robert Johnson                  | Helsingborgs stadsteater              |
| 1921 | Fru Tourrare                             | Hemkomsten Robert de Flers och Francis de Croisset              | Rudolf Wendbladh                | Helsingborgs stadsteater              |
| 1921 | Mathilda                                 | Spanska flugan Franz Arnold och Ernst Bach                      | Rudolf Wendbladh                | Helsingborgs stadsteater              |
| 1922 | Tant Cecily                              | Flickan i bilen Wilson Collison och Avery Hopwood               | Rudolf Wendbladh                | Helsingborgs stadsteater              |
| 1922 | Catherine Champion-Cheney                | Cirkeln W. Somerset Maugham                                     | Mathias Taube                   | Helsingborgs stadsteater              |
| 1922 | Ferdinands mor                           | Flamman Hans Müller-Einigen                                     | Rudolf Wendbladh                | Helsingborgs stadsteater              |
| 1922 | Emmeline Liptrott                        | Mrs Taradines inkvartering F. Tennyson Jesse och H. M. Harwood  | Ragnar Hyltén-Cavallius         | Helsingborgs stadsteater              |
| 1922 | Fru Krans                                | Äventyr på fotvandringen Jens Christian Hostrup                 | Ragnar Hyltén-Cavallius         | Helsingborgs stadsteater              |
| 1922 | Mrs Higgins                              | Pygmalion George Bernard Shaw                                   | Ragnar Hyltén-Cavallius         | Helsingborgs stadsteater              |
| 1922 | Katharina Binder                         | Älskog Arthur Schnitzler                                        | Ragnar Hyltén-Cavallius         | Helsingborgs stadsteater              |
| 1922 | Fru Marie-Sofie Sonander                 | Sin pappas dotter Sören Gille                                   | Rudolf Wendbladh                | Helsingborgs stadsteater              |
| 1922 | Amelie                                   | Gurli Henrik Christiernsson                                     | Ragnar Hyltén-Cavallius         | Helsingborgs stadsteater              |
| 1923 | Mathilda                                 | Hattmakarens bal Hjalmar Peters                                 | Ragnar Hyltén-Cavallius         | Helsingborgs stadsteater              |
| 1923 | Fru Thilda Giselius                      | Zoologi Ludwig Thoma                                            | Torsten Hammarén                | Helsingborgs stadsteater              |
| 1923 | Olive Gresham                            | Komprometterad Frances Nordstrom                                | Ragnar Hyltén-Cavallius         | Helsingborgs stadsteater              |
| 1923 | Fru X                                    | Den starkare August Strindberg                                  | Rudolf Wendbladh                | Helsingborgs stadsteater              |
| 1923 | Kristin                                  | Fröken Julie August Strindberg                                  | Rudolf Wendbladh                | Helsingborgs stadsteater              |
| 1923 |                                          | Föräldrar Otto Benzon                                           | Rudolf Wendbladh                | Helsingborgs stadsteater              |
| 1923 | Mathilda                                 | Spanska flugan Franz Arnold och Ernst Bach                      | Rudolf Wendbladh                | Helsingborgs stadsteater              |
| 1923 | Trädgårdsmästargumman                    | Gamla herrgården Oscar Wennersten                               | Gustaf Linden                   | Skansens friluftsteater               |
| 1929 | Lady Frinton                             | Vi ä' alla lika Frederick Lonsdale                              | Rudolf Wendbladh                | Helsingborgs stadsteater              |
| 1929 | Dona Antonia                             | Don Gil av gröna byxor Tirso de Molina                          | Rudolf Wendbladh                | Helsingborgs stadsteater              |
| 1929 | Tabitha Harrow                           | Lavendelfröknarna Daisy Fisher                                  | Rudolf Wendbladh                | Helsingborgs stadsteater              |
| 1929 | Fru Hedda Fox                            | Herr Dardanell och hans upptåg på landet August Blanche         | Rudolf Wendbladh                | Helsingborgs stadsteater              |
| 1930 | Pitart-Vergniolles                       | Topaze Marcel Pagnol                                            | Albert Nycop                    | Helsingborgs stadsteater              |
| 1930 | Mrs Tabret                               | Den heliga lågan W. Somerset Maugham                            | Rudolf Wendbladh                | Helsingborgs stadsteater              |
| 1930 | Mrs Armitage                             | Mordet i andra våningen Frank Vosper                            | Rudolf Wendbladh                | Helsingborgs stadsteater              |
| 1930 | Hertiginnan de Bellencontre              | Kom, sågs, segrade! Louis Verneuil                              | Rudolf Wendbladh                | Helsingborgs stadsteater              |
| 1930 | Jemima                                   | Karusellen George Bernard Shaw                                  | Rudolf Wendbladh                | Helsingborgs stadsteater              |
| 1930 | Eugenie                                  | Olympia Ferenc Molnár                                           | Rudolf Wendbladh                | Helsingborgs stadsteater              |
| 1930 | Fru Ralston                              | Rena rama sanningen James H. Montgomery                         | Rudolf Wendbladh                | Helsingborgs stadsteater              |
| 1931 | Fru Markurell                            | Markurells i Wadköping Hjalmar Bergman                          | Albert Nycop                    | Helsingborgs stadsteater              |
| 1931 | Doris Bergstedt                          | Sensation Erik Lindorm                                          | Rudolf Wendbladh                | Helsingborgs stadsteater              |
| 1931 | Fru Falken                               | Thalias barn Tor Hedberg                                        | Rudolf Wendbladh                | Helsingborgs stadsteater              |
| 1931 | Honorine                                 | Marius Marcel Pagnol                                            | Rudolf Wendbladh                | Helsingborgs stadsteater              |
| 1931 | Lady Anne                                | Elisabet av England Ferdinand Bruckner                          | Rudolf Wendbladh                | Helsingborgs stadsteater              |
| 1931 | Änkedomprostinnan Hyltenius              | Hans nåds testamente Hjalmar Bergman                            | Rudolf Wendbladh                | Helsingborgs stadsteater              |
| 1932 | Sonja Bienert                            | Till polisens förfogande Max Alsberg och Otto Ernst Hesse       | Albert Nycop                    | Helsingborgs stadsteater              |
| 1932 | Kvinnan i svart                          | Knock eller Läkarkonstens triumf Jules Romains                  | Rudolf Wendbladh                | Helsingborgs stadsteater              |
| 1932 | Marie Pelisson                           | Svindlare Louis Verneuil                                        | Rudolf Wendbladh                | Helsingborgs stadsteater              |
| 1932 | Alice                                    | Fröken Jacques Deval                                            | Rudolf Wendbladh                | Helsingborgs stadsteater              |
| 1932 | Änkedrottningen                          | Vi Ludvig Nordström                                             | Rudolf Wendbladh                | Helsingborgs stadsteater              |
| 1932 | Fru Lüdeke                               | Du och jag Ralph Benatzky och Hans Müller-Einigen               | Rudolf Wendbladh                | Helsingborgs stadsteater              |
| 1933 | Fru Peters                               | Före solnedgången Gerhart Hauptmann                             | Rudolf Wendbladh                | Helsingborgs stadsteater              |
| 1933 | Amman                                    | Fadren August Strindberg                                        | Rudolf Wendbladh                | Helsingborgs stadsteater              |
| 1933 | Bianca Credaro                           | Ungkarlspappan Edward Childs Carpenter                          | Albert Nycop                    | Helsingborgs stadsteater              |
| 1933 | Mrs. Bolton                              | Hennes stora chance Christine Jope-Slade och Sewell Stokes      | Albert Nycop                    | Helsingborgs stadsteater              |
| 1933 | Margareta                                | Mäster Olof August Strindberg                                   | Rudolf Wendbladh                | Helsingborgs stadsteater              |
| 1933 | Poldi                                    | Karl den store, högerytter László Bús-Fekete                    | Rudolf Wendbladh                | Helsingborgs stadsteater              |
| 1933 | Tiggerskan                               | Den lilla butiken László Bús-Fekete                             | Albert Nycop                    | Helsingborgs stadsteater              |
| 1934 | Kristin                                  | Ett brott Sigfrid Siwertz                                       | Rudolf Wendbladh                | Helsingborgs stadsteater              |
| 1934 | Hélène                                   | OBS! Nymålat René Fauchois                                      | Albert Nycop                    | Helsingborgs stadsteater              |
| 1934 | Margaret                                 | Dagar utan mål Eugene O'Neill                                   | Rudolf Wendbladh                | Helsingborgs stadsteater              |
| 1934 | Tulla                                    | Ljungby Horn Edgar Collin, Vilhelm Østergaard, och Alfred Ipsen | Albert Nycop                    | Helsingborgs stadsteater              |
| 1935 | Mrs. Mopply                              | För sant för att vara bra George Bernard Shaw                   | Rudolf Wendbladh                | Helsingborgs stadsteater Turné        |
| 1935 | Lucy Baxley                              | Villa Guldregn J.B. Priestley                                   | Rudolf Wendbladh                | Helsingborgs stadsteater              |
| 1935 | Lady Chavender                           | På grund George Bernard Shaw                                    | Rudolf Wendbladh                | Helsingborgs stadsteater              |
| 1935 | Hertiginnan av Marlborough               | Ett glas vatten Eugène Scribe                                   | Rudolf Wendbladh                | Helsingborgs stadsteater              |
| 1935 | Tant Klara                               | Kvartetten som sprängdes Birger Sjöberg                         | Albert Nycop                    | Helsingborgs stadsteater              |
| 1936 | Charlotte                                | För berömliga gärningar W. Somerset Maugham                     | Rudolf Wendbladh                | Helsingborgs stadsteater              |
| 1936 | Florence Darling                         | "Älskar - älskar inte" Samson Raphaelson                        | Rudolf Wendbladh                | Helsingborgs stadsteater              |
| 1936 | Clara                                    | Höfeber Noël Coward                                             | Rudolf Wendbladh                | Helsingborgs stadsteater              |
| 1936 | Fru Heyst                                | Påsk August Strindberg                                          | Albert Nycop                    | Helsingborgs stadsteater              |
| 1936 | Farmor                                   | Förstår vi varandra? Petar Preradović                           | Albert Nycop                    | Helsingborgs stadsteater              |
| 1936 | Selma Meier                              | Konserten Hermann Bahr                                          | Rudolf Wendbladh                | Helsingborgs stadsteater              |
| 1936 | Madame Mère                              | Napoleon den ende Paul Raynal                                   | Rudolf Wendbladh                | Helsingborgs stadsteater              |
| 1937 | Mrs Higgins                              | Pygmalion George Bernard Shaw                                   | Yngve Nordwall                  | Helsingborgs stadsteater              |
| 1937 | Fru Katona                               | Världens lyckligaste människa Miklós László                     | Yngve Nordwall                  | Helsingborgs stadsteater              |
| 1937 | Lady Emily Lyons                         | Hans högvördighet ordnar allt Frederick J. Jackson              | Yngve Nordwall                  | Helsingborgs stadsteater              |
| 1937 | Modern                                   | Lavinen Karel Čapek                                             | Rudolf Wendbladh                | Helsingborgs stadsteater              |
| 1937 | Rosa                                     | Sabinskornas bortrövande Franz och Paul von Schönthan           | Albert Nycop                    | Helsingborgs stadsteater              |
| 1938 | Fru Chauffourier-Dubief                  | Tovarisj Jacques Deval                                          | Yngve Nordwall                  | Helsingborgs stadsteater              |
| 1938 | Grevinnan Piper                          | Carl XII August Strindberg                                      | Rudolf Wendbladh                | Helsingborgs stadsteater              |
| 1938 | Deborah                                  | Min fru från Paris Jacques Deval                                | Albert Nycop                    | Helsingborgs stadsteater              |
| 1939 | Anna Dmitrijevna                         | Med strömmen Vilém Werner                                       | Rudolf Wendbladh                | Helsingborgs stadsteater              |
| 1939 | Julchen                                  | N:o 72 František Langer                                         | Rudolf Wendbladh                | Helsingborgs stadsteater              |
| 1939 | Clara                                    | I nöd och lust J.B. Priestley                                   | Rudolf Wendbladh                | Helsingborgs stadsteater              |
| 1939 | Emmy                                     | Doktorns dilemma George Bernard Shaw                            | Rudolf Wendbladh                | Helsingborgs stadsteater              |
| 1939 | Mrs Kirby                                | Koppla av! Moss Hart och George S. Kaufman                      | Rudolf Wendbladh                | Helsingborgs stadsteater              |
| 1940 |                                          | Kungen och trolltuppen Ingo Frölich                             | Rudolf Wendbladh                | Helsingborgs stadsteater              |
| 1940 | Mrs Jones                                | Min hustru — Dr. Carson St. John Ervine                         | Rudolf Wendbladh                | Helsingborgs stadsteater              |
| 1940 | Fru Webb                                 | Ja och Nej Kenneth Horne                                        | Rudolf Wendbladh                | Helsingborgs stadsteater              |
| 1940 | Giovanna                                 | 30 sekunder kärlek Aldo De Benedetti                            | Albert Nycop                    | Helsingborgs stadsteater              |
| 1940 | Tilda                                    | De knutna händerna Vilhelm Moberg                               | Rudolf Wendbladh                | Helsingborgs stadsteater              |
| 1940 | Marta Boman                              | Swedenhielms Hjalmar Bergman                                    | Rudolf Wendbladh                | Helsingborgs stadsteater              |
| 1941 | Mrs Warren                               | Mrs Warrens yrke George Bernard Shaw                            | Albert Nycop                    | Helsingborgs stadsteater              |
| 1941 | Maria Eleonora                           | Christina August Strindberg                                     | Rudolf Wendbladh                | Helsingborgs stadsteater              |
| 1941 | Fru Kristina, Olofs moder                | Mäster Olof August Strindberg                                   | Rudolf Wendbladh                | Helsingborgs stadsteater/ Riksteatern |
| 1941 | Morgiane                                 | Aladdin Adam Oehlenschläger                                     | Herman Ahlsell Rudolf Wendbladh | Helsingborgs stadsteater              |
| 1942 | En kvinna                                | Mikaels dag Harry Blomberg                                      | Rudolf Wendbladh                | Helsingborgs stadsteater              |
| 1942 | Sigga                                    | Rid i natt! Vilhelm Moberg                                      | Rudolf Wendbladh                | Helsingborgs stadsteater              |
| 1943 | Gustava Hägg                             | Änkeman Jarl Vilhelm Moberg                                     | Rudolf Wendbladh                | Helsingborgs stadsteater              |
| 1944 | Ma                                       | Livet är ju härligt William Saroyan                             | Per Knutzon                     | Helsingborgs stadsteater              |
| 1944 | Sara Levin                               | Innanför murarna Henri Nathansen                                | Carlo Keil-Möller               | Dramaten                              |
| 1948 | Fru Bazin                                | En vildfågel Jean Anouilh                                       | Rune Carlsten                   | Dramaten                              |
| 1951 | Hovmarskalkinnan Olivelantz Gamla Kersti | Amorina Carl Jonas Love Almqvist                                | Alf Sjöberg                     | Dramaten                              |

### Fotnoter
1. ↑  Sveriges Dödbok 1901–2009, DVD-ROM, Version 5.00, Sveriges Släktforskarförbund (2010).
2. 1 2  SJÖBLOM, TEKLA A, skådespelerska, Sthlm i Vem är Vem? / Stor-Stockholm 1962 / s 1180.
3. ↑  SvenskaGravar
4. ↑  ”Teaternytt: 'Föräldrar' i Hälsingborg”. Dagens Nyheter:  s. 6. 20 mars 1923. https://arkivet.dn.se/tidning/1923-03-20/77/6. Läst 31 augusti 2021.
5. ↑  ”Teater och Musik”. Dagens Nyheter:  s. 7. 7 juli 1923. http://arkivet.dn.se/arkivet/tidning/1923-07-07/180/7. Läst 26 juli 2015.
6. ↑  ”Teater Musik Film: 'Mäster Olof' i Landskrona”. Dagens Nyheter:  s. 12. 2 november 1941. https://arkivet.dn.se/tidning/1941-11-02/298/12. Läst 4 november 2021.
7. ↑  ”Teater Musik Film: 'Rid i natt!' i Hälsingborg”. Dagens Nyheter:  s. 10. 12 oktober 1942. https://arkivet.dn.se/tidning/1942-10-12/277/10. Läst 6 november 2021.
8. ↑  ”Teater Musik Film: Hälsingborgspremiär”. 21 september 1943. s. 9. https://arkivet.dn.se/tidning/1943-09-21/256/9. Läst 7 november 2021.